# Hugo Krille
Hugo Richard Krille (* 16. Februar 1850 in Dresden; † 26. Juli 1933 in Dresden) war ein königlich-sächsischer Generalmajor, der sich Verdienste um das Pionierwesen in Sachsen erwarb.

## Leben und Wirken
Er war der Sohn des Kupferstechers Carl Friedrich Krille, der bei der Militärplankammer in Dresden tätig war. Die Taufe fand am 12. März 1850 in der Kirche in Dresden-Neustadt statt. Nach dem Schulbesuch schlug er eine Militärlaufbahn ein. 1897 wurde er zum Kommandeur der Pionierbataillons Nr. 12 ernannt. 1903 trat er im Alter von 53 Jahren in den Ruhestand. Er starb 30 Jahre später in seiner Geburtsstadt.